# Il re leone
Il re leone (The Lion King) è un film d'animazione del 1994 diretto da Roger Allers e Rob Minkoff.
Prodotto da Walt Disney Feature Animation e distribuito da Walt Disney Pictures. 32º Classico Disney, fu il quinto film uscito nel Rinascimento Disney. Fu prodotto da Don Hahn, e ha una sceneggiatura accreditata a Irene Mecchi, Jonathan Roberts e Linda Woolverton. Nel cast vocale originale risaltano Matthew Broderick, Jeremy Irons, James Earl Jones, Moira Kelly, Rowan Atkinson, Whoopi Goldberg e Jim Cummings. La storia ha luogo in un regno di leoni in Africa, e fu influenzata dall'opera teatrale di William Shakespeare Amleto. Il film racconta la storia di Simba, un giovane leone che dovrà prendere il posto di suo padre Mufasa come re, ma dopo che il suo perfido zio Scar uccide Mufasa, il principe deve impedirgli di conquistare le Terre del Branco e vendicare suo padre.
Venne distribuito il 15 giugno 1994 con una reazione positiva da parte della critica, che elogiò il film per la sua musica e la storia. Si guadagnò anche una rara valutazione "A+" da CinemaScore. Con un incasso totale di oltre 968 milioni di dollari in tutto il mondo, è il film d'animazione tradizionale di maggior incasso cinematografico nella storia, il film d'animazione in 2D di maggior successo negli Stati Uniti, e il 39º lungometraggio nella classifica dei film con maggiori incassi nella storia del cinema. Il re leone ottenne due Oscar per la sua realizzazione nella musica e il Golden Globe per il miglior film commedia o musicale. Le sue canzoni, con una colonna sonora originale di Hans Zimmer, furono scritte dal compositore Elton John e il paroliere Tim Rice. Il film venne dedicato al presidente della Disney Frank Wells, che era morto in un incidente in elicottero il 3 aprile 1994.
Un adattamento di Broadway del film debutta nel 1997, vincendo sei Tony Awards, tra cui quello al miglior musical. Il film è il primo dell'omonimo franchise e ha avuto un sequel direct-to-video, Il re leone II - Il regno di Simba (1998), uno spin-off, Il re leone 3 - Hakuna Matata (2004), due serie televisive animate, Timon e Pumbaa e The Lion Guard, un omonimo remake fotorealistico in computer grafica nel 2019, e un prequel di quest'ultimo, incentrato sul rapporto tra Mufasa e Scar, intitolato Mufasa - Il re leone nel 2024.
Nel 2016 venne scelto per la conservazione nel National Film Registry della Biblioteca del Congresso.

## Trama
Nelle vaste "Terre del Branco", in Africa, governate dai leoni, tutti gli animali si radunano presso l'imponente Rupe dei Re per celebrare la nascita del futuro re Simba, figlio del sovrano Mufasa e di sua moglie Sarabi, che viene presentato dal vecchio e saggio mandrillo Rafiki. Il fratello minore di Mufasa, Scar, che non si presenta volutamente alla cerimonia, facendo infuriare Mufasa, è geloso del cucciolo, che lo scalza di diritto dalla linea di successione al regno a cui lui aspirava. Mesi dopo, Simba è cresciuto, diventando un curioso ed energico leoncino, sempre in cerca di nuove avventure. Mufasa lo porta a visitare il regno, spiegandogli l'andamento del Cerchio della Vita, facendogli capire quali siano le responsabilità di un re e spiegandogli che i leoni e gli animali del regno non devono mai spingersi nei luoghi non illuminati dal sole.
Un giorno Simba si reca dallo zio Scar, che lo istiga a visitare un cimitero di elefanti, luogo proibito e pericoloso. Il leoncino porta con sé Nala, la sua migliore amica, e, dopo aver distratto Zazu, il bucero maggiordomo di corte che li accompagna, i due cuccioli si avviano al cimitero. Giunti sul posto, vengono attaccati dalle tre iene maculate Shenzi, Banzai e Ed: la zona infatti, oltre i confini delle Terre del Branco, è il loro territorio. I cuccioli, dopo un inseguimento da parte delle iene, vengono salvati da Mufasa, avvisato in tempo da Zazu, che attacca e mette in fuga le iene. Mufasa, deluso dal comportamento del figlio, lo rimprovera per aver messo in pericolo sé stesso e Nala e gli spiega di nuovo che un re non può fare tutto ciò che vuole ma deve agire con criterio. Dopo averlo perdonato, gli assicura che, anche quando non ci sarà più, veglierà sempre su di lui, assieme ai "grandi re del passato", che vegliano su di loro dal cielo, in quanto tutti gli esseri viventi sono collegati dal grande Cerchio della Vita. 
Nel frattempo Scar, raggiunte le iene, sapendo che a loro interessa solo avere animali da predare, promette loro che quando lui diventerà re potranno entrare nelle Terre del Branco, quindi complotta insieme a loro per uccidere fratello e nipote, in modo da usurpare il trono, e riunisce le iene in un esercito.
Il giorno dopo, Scar attua il suo piano: conduce con un inganno Simba all'interno di una gola, mentre le iene inducono una gigantesca mandria di gnu a correre nel crepaccio. Mufasa, avvertito poi dallo stesso Scar, accorre per salvare il figlio, riuscendo a metterlo al sicuro, venendo però travolto dalla mandria di gnu. Riesce successivamente, con un balzo, ad aggrapparsi a delle rocce che conducono alla cima. Durante la risalita, giunto sul ciglio della gola, Mufasa chiede aiuto a Scar, che si rifiuta e provoca la morte del fratello rigettandolo brutalmente tra la mandria di gnu impazzita. Simba, che assiste disperatamente alla scena, è tuttavia ignaro che l'assassino di suo padre è proprio suo zio: pensa infatti che Mufasa abbia semplicemente perso la presa dalle rocce a cui era aggrappato.
Il cucciolo, raggiunto il corpo senza vita del padre, viene avvicinato dallo zio, che gli addossa la colpa della morte del re e gli intima di fuggire lontano, in quanto lo odierebbero tutti. Mentre Simba corre via, Scar ordina alle iene di inseguirlo ed ucciderlo; il cucciolo riesce però a sfuggire alle iene, oltrepassando una selva di rovi, e scappa in esilio verso il deserto. Ormai eliminati sia il fratello che il nipote, Scar si autoproclama re delle Terre del Branco e come prima cosa permette al suo esercito di iene di vivere insieme agli altri animali, con conseguenze disastrose per le Terre del Branco, rompendo il Cerchio della Vita e causando una vera e propria carestia.
Nel frattempo Simba, dopo un lungo cammino nel deserto, sviene. Stanco e disidratato, viene salvato da Timon e Pumbaa, rispettivamente un suricato e un facocero, che lo prendono con loro e lo portano in una giungla. Il leoncino cresce insieme ai suoi due nuovi amici che gli insegnano l'Hakuna matata (senza pensieri), per dimenticare così tutte le preoccupazioni.
Anni dopo, Simba è diventato un giovane leone adulto simile a suo padre. Un giorno Timon e Pumbaa vengono attaccati da una leonessa affamata: Simba interviene per salvarli e, dopo una breve lotta, scopre che la leonessa è Nala, la quale credeva, da ciò che ha raccontato Scar (che credeva di aver eliminato il nipote), che fosse morto. I due, stupiti di ritrovarsi dopo tanto tempo, si innamorano poco dopo, anche se nessuno dei due ha il coraggio di dichiararsi. Nala chiede a Simba di tornare a casa e riprendere il suo posto come legittimo sovrano, raccontandogli della carestia che ha colpito le Terre del Branco. Il giovane leone tuttavia si rifiuta perché ha troppo timore di affrontare il suo passato, e dopo un litigio i due si separano. Nel frattempo Rafiki, che ha avuto delle visioni riguardanti il fatto che Simba fosse ancora vivo, lo raggiunge nella giungla e lo convince ad affrontare il passato mostrandogli lo spirito di Mufasa. Simba, incoraggiato dai consigli dello spirito del padre (che gli dice di ricordarsi chi veramente è) e dal saggio Rafiki, che con un colpo in testa gli fa capire che bisogna affrontare il proprio passato, parte alla volta del regno, raggiunto da Nala, Timon e Pumbaa.
Le Terre del Branco sono diventate ormai un deserto desolato a causa del governo di Scar: Simba e Nala raggiungono la Rupe dei Re, dove Scar ha appena aggredito Sarabi, che gli aveva rinfacciato la superiorità di Mufasa. Simba intima allo zio di cedere il trono o combattere: Scar, forte anche della moltitudine di iene dalla sua parte, costringe Simba a rivelare la sua presunta colpevolezza nella morte di Mufasa. Le leonesse sono sconvolte e Scar, incalzando Simba sull'orlo della Rupe, gli fa perdere l'equilibrio, mentre un fulmine colpisce un albero e fa scoppiare un incendio. In procinto di gettare il nipote tra le fiamme, Scar rivela a Simba che è stato lui a uccidere Mufasa, convinto che il segreto morirà con lui. Simba, infuriato, si getta contro lo zio e lo costringe a rivelare la verità. Inizia una grande battaglia tra leoni e iene sulla Rupe, cui prendono parte anche Timon, Pumbaa, Zazu e Rafiki. Simba mette all'angolo Scar, che cerca di addossare la colpa alle iene, che, sentendo le sue parole, si infuriano e indietreggiano, e lo implora di avere pietà. Simba, non volendosi macchiare dello stesso crimine dello zio, decide di risparmiarlo, mandandolo in esilio e ordinandogli di non tornare mai più. Scar finge di sottomettersi, ma poi attacca il nipote a tradimento. I due leoni combattono e Simba riesce alla fine a gettare giù dal dirupo Scar, che pur sopravvivendo alla caduta, viene circondato, assalito e divorato dalle iene, adirate per il suo tradimento.
Simba, trionfante e riconosciuto come legittimo sovrano dal resto degli animali, comincia il suo governo alla Rupe e nelle Terre del Branco, che ritornano floride e ricche di vita. Qualche tempo dopo, Rafiki presenta agli animali il cucciolo di Simba e Nala, al fianco di Timon e Pumbaa, e il Cerchio della Vita continua il suo corso.

## Produzione

### Sviluppo
L'idea per Il re leone venne concepita alla fine del 1988 nel corso di una conversazione tra Jeffrey Katzenberg, Roy E. Disney e Peter Schneider su un aereo per l'Europa per promuovere Oliver & Company. Durante la conversazione arrivò il tema di una storia ambientata in Africa, e Katzenberg colse subito al volo l'idea. Il produttore Thomas Schumacher, che aveva appena completato Bianca e Bernie nella terra dei canguri, decise di unirsi al progetto. L'idea venne poi sviluppata dal vice presidente per gli affari creativi della Walt Disney Feature Animation Charlie Fink. Katzenberg decise di aggiungere elementi che coinvolgono il raggiungimento della maggiore età e la morte, e le idee provenienti da esperienze di vita personali, come ad esempio alcune delle sue prove nella sua strada accidentata in politica, dicendo sul film: "È un po' su me stesso". Nel novembre dello stesso anno Thomas Disch (autore di The Brave Little Toaster) scrisse un trattamento dal titolo King of the Kalahari, e poi Linda Woolverton trascorse un anno scrivendo bozze della sceneggiatura, che venne intitolata King of the Beasts e poi King of the Jungle. La versione originale del film era molto diversa dal film finale. La trama era incentrata in una battaglia tra leoni e babbuini, dove Scar era il leader dei babbuini, Rafiki era un ghepardo, e Timon e Pumbaa erano amici d'infanzia di Simba. Inoltre Simba non avrebbe lasciato il regno, ma sarebbe diventato un "pigro, sciatto, orribile personaggio" a causa delle manipolazioni di Scar, così da poter essere rovesciato dopo il raggiungimento della maggiore età.
Il regista di Oliver & Company George Scribner era il regista iniziale del film, venendo poi raggiunto da Roger Allers, che era il caporeparto della storia su La bella e la bestia nell'ottobre 1991. Allers portò con sé Brenda Chapman, che sarebbe diventata il capo della storia. In seguito, molti dei membri della squadra di direzione, inclusi Allers, Scribner, Hahn, Chapman e lo scenografo Chris Sanders, fecero un viaggio al Parco nazionale di Hell's Gate in Kenya, al fine di studiare e ottenere un apprezzamento del contesto per il film. Dopo sei mesi di lavoro di sviluppo della storia Scribner decise di lasciare il progetto, poiché si scontrò con Allers ed i produttori sulla loro decisione di trasformare il film in un musical, dato che l'intenzione di Scribner era di fare un film tipo documentario, più focalizzato sugli aspetti naturali. Rob Minkoff sostituì Scribner, e il produttore Don Hahn si unì alla produzione. Hahn trovò lo script sfocato e privo di un tema chiaro, e dopo aver stabilito il tema principale come "lasciare infanzia e affrontare le realtà del mondo" chiese una riorganizzazione finale. Allers, Minkoff, Chapman e Hahn quindi riscrissero la storia in due settimane di incontri con i registi Kirk Wise e Gary Trousdale, che avevano appena finito La bella e la bestia. Inoltre il titolo dello script cambiò da King of the Jungle a Il re leone, poiché l'ambientazione non era la giungla, ma la savana.
Il re leone fu il primo Classico Disney ad essere una storia originale, piuttosto che essere basato su un lavoro già esistente. I realizzatori dissero che la storia de Il re leone era stata ispirata dalle storie di Giuseppe e Mosè dalla Bibbia e dall'Amleto di William Shakespeare. Durante l'estate del 1992, il team venne raggiunto dalla sceneggiatrice Irene Mecchi, e un secondo sceneggiatore, Jonathan Roberts, si unì qualche mese più tardi. La Mecchi e Roberts si fecero carico del processo di revisione, risolvendo problemi emotivi nello script e aggiungendo attività comiche per Pumbaa, Timon e le iene. Il paroliere Tim Rice lavorò a stretto contatto con il team di scrittura, volando in California almeno una volta al mese, poiché le sue canzoni necessitavano di lavorare in continuità narrativa. I testi di Rice - che vennero rielaborati fino alla fine della produzione - furono addirittura appuntati agli storyboard durante lo sviluppo. Le riscritture erano frequenti; l'animatore Andreas Deja disse che le scene completate venivano consegnate solo per poi dover essere rianimate a causa di cambiamenti di dialogo.

### Casting
I doppiatori vennero scelti per il loro adeguamento e ciò che avrebbero potuto aggiungere ai personaggi - per esempio, James Earl Jones fu scelto perché i registi trovavano la sua voce "potente" e simile al ruggito di un leone. Nathan Lane originariamente fece un provino per Zazu, ed Ernie Sabella per una delle iene. Dopo essersi incontrati presso lo studio di registrazione, gli attori, che all'epoca erano co-protagonisti in Guys and Dolls, vennero invitati a registrare insieme come iene. I registi risero delle loro prestazioni e decisero di assegnarli a Timon e Pumbaa. Per le iene, l'intenzione originale era quella di riunire Cheech & Chong, ma mentre Cheech Marin accettò di interpretare Banzai, Tommy Chong non era disponibile. Così il suo ruolo venne trasformato in una iena femmina, Shenzi, che venne doppiata da Whoopi Goldberg.

### Animazione
Lo sviluppo de Il re leone iniziò in concomitanza con Pocahontas, su cui la maggior parte degli animatori della Walt Disney Feature Animation decise invece di lavorare, credendo che sarebbe stato il più prestigioso e di successo dei due. Gli sceneggiatori, inoltre, non avevano molta fiducia nel progetto; Brenda Chapman dichiarò che era riluttante ad accettare il lavoro, "perché la storia non era molto buona", e lo sceneggiatore Burny Mattinson disse al collaboratore Joe Ranft che "non so chi vorrà guardare quello". La maggior parte dei principali animatori facevano il loro primo importante lavoro di supervisione di un personaggio, o erano molto interessati nell'animare un animale. Tredici di questi supervisori all'animazione, sia in California che Florida, erano responsabili nello stabilire le personalità e il tono per i personaggi principali del film. Le guide all'animazione per i personaggi principali includevano Mark Henn su Simba giovane, Ruben A. Aquino su Simba adulto, Andreas Deja su Scar, Aaron Blaise su Nala giovane, Anthony DeRosa su Nala adulta e Tony Fucile su Mufasa. Quasi 20 minuti del film, tra cui la sequenza di "Voglio diventare presto un re", furono animati presso l'impianto dei Disney-MGM Studios. In ultima analisi, più di 600 artisti, animatori e tecnici contribuirono a Il re leone nel corso della sua produzione. Settimane prima che il film venisse distribuito, la produzione fu influenzata dal terremoto di Northridge del 1994, che spense lo studio e richiese che gli animatori finissero il proprio lavoro da casa.
Gli animatori dei personaggi studiarono animali reali come riferimento, come era stato fatto per il film del 1942 Bambi. Jim Fowler, noto esperto di fauna selvatica, visitò gli studi a più riprese con un assortimento di leoni e altri abitanti della savana per discutere il comportamento e aiutare gli animatori a dare ai loro disegni un tocco autentico. Le Terre del Branco sono modellate sul parco nazionale del Kenya visitato dalla squadra. Varie lunghezze focali e lenti furono impiegate per differire dalla rappresentazione abituale dell'Africa nei documentari - che impiegano teleobiettivi per filmare la fauna selvatica a distanza. La sensazione epica trasse ispirazione dagli studi concettuali dell'artista Hans Bacher - che, a seguito della richiesta di Scribner di realismo, cercò di raffigurare effetti come il lens flare - e le opere dei pittori Charles Marion Russell, Frederic Remington e Maxfield Parrish. Dal momento che i personaggi non furono antropomorfizzati, tutti gli animatori dovettero imparare a disegnare gli animali a quattro zampe, e la storia e lo sviluppo del personaggio è stato fatto attraverso l'uso di riprese più lunghe seguendo i personaggi.
L'uso del computer aiutò i registi a presentare la loro visione in modo nuovo. L'uso più notevole di animazione al computer è nella sequenza della fuga degli gnu. Molti gnu distinti vennero creati in un programma per computer in 3D, moltiplicati in centinaia, modificati in cel-shading per somigliare all'animazione tradizionale, e vennero loro dati dei percorsi casuali giù dalla montagna per simulare il reale movimento imprevedibile di una mandria. Cinque animatori e tecnici appositamente addestrati trascorsero più di due anni a creare la sequenza di due minuti e mezzo della fuga. Altri usi dell'animazione al computer vennero fatti attraverso il CAPS, che contribuì a simulare i movimenti di macchina, come le carrellate, e fu impiegato sugli effetti di colorazione, illuminazione e particelle.
L'entusiasta accoglienza del pubblico a un primo trailer de Il re leone, che consisteva unicamente della sequenza di apertura con la canzone "Il cerchio della vita", suggerì che il film sarebbe stato un grande successo. Mentre sia Il re leone che Pocahontas furono successi commerciali, Il re leone ricevette recensioni migliori e conseguì incassi superiori a Pocahontas, uscito un anno dopo.

## Colonna sonora
Il paroliere Tim Rice, che stava lavorando con il compositore Alan Menken sulle canzoni per Aladdin, venne invitato a scrivere le canzoni, e accettò a condizione di trovare un partner compositore. Poiché Menken non era disponibile, i produttori accettarono il suggerimento di Rice per Elton John, dopo che l'invito di Rice per gli ABBA era fallito perché Benny Andersson era impegnato con il musical Kristina från Duvemåla. John espresse interesse nello scrivere "canzoni ultra-pop che i ragazzi vorrebbero; poi gli adulti possono andare a vedere quei film e ottenere altrettanto piacere", citando una possibile influenza de Il libro della giungla, dove sentiva che la musica "era così divertente e faceva appello a bambini e adulti".
John e Rice scrissero cinque canzoni originali per questo film (Il cerchio della vita, Voglio diventare presto un re, Sarò re, Hakuna Matata e L'amore è nell'aria stasera), con l'esecuzione del cantante di "Can You Feel the Love Tonight" sui titoli di coda. Le versioni IMAX e DVD aggiunsero un altro brano, "Il rapporto del mattino", che era basato su una canzone scartata durante lo sviluppo che alla fine era stata inclusa nella versione musical dal vivo del film. La musica del film venne composta da Hans Zimmer, che fu assunto sulla base delle sue opere in due film in contesti africani, La forza del singolo e Un mondo a parte, e completò la colonna sonora con musica tradizionale africana ed elementi di coro organizzati da Lebo M.
La colonna sonora originale del film uscì il 31 maggio 1994. Fu il quarto album più venduto dell'anno della Billboard 200 e la colonna sonora più venduta. È l'unica colonna sonora di un film d'animazione ad essere certificata diamante (10x platino). Esiste una registrazione bootleg della completa partitura strumentale di Hans Zimmer per il film, ma non ne è mai stata data una versione completa dalla Disney.
L'uso della canzone "Il leone si è addormentato" in una scena con Timon e Pumbaa portò a controversie tra la Disney e la famiglia del sudafricano Solomon Linda, che compose la canzone (originariamente intitolato "Mbube") nel 1939. Nel luglio 2004, la famiglia presentò una denuncia, in cerca di 1,6 milioni di dollari in royalties dalla Disney. Nel febbraio 2006, gli eredi di Linda raggiunsero un accordo legale con Abilene Musica, che deteneva i diritti in tutto il mondo e che aveva concesso in licenza la canzone della Disney per una riservata cifra di denaro.

## Distribuzione

### Data di uscita
Le date di uscita internazionali sono state:
- 15 giugno 1994 negli Stati Uniti
- 30 giugno in Colombia (El rey león)
- 2 luglio in Corea del Sud (라이온 킹)
- 7 luglio in Argentina e Perù (El rey león)
- 8 luglio in Brasile (O Rei Leão) e a Hong Kong
- 23 luglio in Giappone (ライオン・キング)
- 18 agosto in Norvegia (Løvenes Konge)
- 25 agosto in Australia
- 7 ottobre in Irlanda e nel Regno Unito
- 12 ottobre nelle Filippine
- 8 novembre in Spagna (El rey león)
- 9 novembre in Francia (Le roi lion)
- 17 novembre in Germania (Der König der Löwen)
- 18 novembre in Danimarca (Løvernes konge), Polonia (Król lew) e Svezia (Lejonkungen)
- 25 novembre in Italia
- 24 novembre nei Paesi Bassi (De leeuwenkoning)
- 1º dicembre in Ungheria (Az oroszlánkirály) e Slovacchia (Leví král)
- 2 dicembre in Finlandia (Leijonakuningas) e Portogallo (O Rei Leão)
- 15 dicembre in Repubblica Ceca (Lví král)
- 20 gennaio 1995 in Turchia (Aslan kral)
- 5 luglio in Cina (狮子王)
- 3 maggio 1996 in Estonia (Lõvikuningas)

### Edizione italiana
L'edizione italiana del film è a cura della Royfilm e il doppiaggio fu eseguito presso la International Recording con la collaborazione della Angriservices Edizioni e diretto da Renzo Stacchi su dialoghi di Andrea De Leonardis, mentre testi italiani delle canzoni e direzione musicale sono a cura di Ermavilo. Inizialmente il doppiaggio fu eseguito e missato con Luigi Ferraro e Renato Montanari come voci rispettivamente di Timon e Pumbaa nelle parti parlate, ma Blake Todd (vicepresidente della Disney Character Voices International) insistette per sostituirli ritenendoli troppo differenti vocalmente dagli interpreti delle parti cantate Roberto Stafoggia ed Ermavilo (accreditato come Augusto Giardino). Todd scelse lo stesso Ermavilo come voce di Pumbaa, mentre Stacchi scelse Tonino Accolla per Timon, e tutte le scene in cui sono presenti i personaggi vennero ridoppiate (anche nelle parti cantate) con minime modifiche nei dialoghi. Il fatto venne alla luce nel 2003 in occasione dell'uscita dell'edizione DVD, che a causa di un errore di missaggio presenta il doppiaggio preliminare anziché quello definitivo (a differenza di quanto indicato nei titoli di coda). Nella canzone "Il rapporto del mattino", che sostituisce una breve scena di dialogo nell'edizione estesa distribuita in home video nel 2003, Simba canta con la voce di Gabriele Patriarca (che interpretò lo stesso ruolo ne Il re leone 3 - Hakuna Matata), mentre Gianni Musy doppia alcune frasi supplementari di Mufasa; la canzone fu adattata da Lorena Brancucci.

### Edizioni estere
Quando il film venne distribuito nelle sale cinematografiche di tutto il mondo nel 1994, contava complessivamente 28 doppiaggi in altrettante lingue, ivi compreso uno speciale doppiaggio in lingua zulu, realizzato in onore dell'ambientazione del film. Si tratta ad oggi del solo doppiaggio in lingua zulu mai realizzato ed è rimasto per lungo tempo l'unico caso di doppiaggio eccezionale appositamente creato per un film, dedicato alla cultura che aveva funto da ispirazione: bisognerà aspettare il 2016 per vedere con il film Oceania un doppiaggio speciale in lingua tahitiana, seguito nell'arco di pochi mesi da una versione in māori e una in hawaiano; sulla scia del loro successo, nel 2019 il film Frozen II - Il segreto di Arendelle ha visto la realizzazione di un nuovo doppiaggio speciale, questa volta in lingua sami settentrionale.

### Edizioni home video

#### VHS
La prima edizione VHS del film uscì in Italia nell'ottobre 1995. La seconda e ultima edizione VHS uscì il 15 ottobre 2003, insieme alla prima edizione in DVD, come terzo titolo delle Walt Disney Platinum Editions.

#### DVD
La prima edizione DVD del film uscì il 15 ottobre 2003, come terzo titolo delle Walt Disney Platinum Editions. Il DVD presentava il film nell'edizione restaurata e rimasterizzata uscita l'anno precedente nei cinema IMAX e large-format, con il doppiaggio preliminare e la canzone inedita "Il rapporto del mattino".
La seconda edizione DVD del film è uscita il 30 novembre 2011, insieme alla prima edizione BD, come quarto titolo delle Walt Disney Diamond Editions. In questa edizione è stata ripristinata la versione cinematografica originale del film (restaurata e rimasterizzata) con relativo doppiaggio italiano.

#### Blu-ray
La prima edizione BD del film è uscita il 30 novembre 2011, come quarto titolo delle Walt Disney Diamond Editions. Il BD è disponibile in due edizioni: con il Blu-ray 3D o con il DVD; entrambe includono anche l'e-copy (con audio Dolby Digital 2.0 in italiano e inglese). La prima è disponibile anche in un cofanetto con le edizioni speciali BD dei sequel.

## Promozione
Dopo l'uscita, Il re leone venne accompagnato da una vasta campagna di marketing che incluse tie-in con Burger King, Mattel, Kodak, Nestlé e Payless ShoeSource e vario merchandise, contando 186 prodotti in licenza. Nel 1994 la Disney guadagnò circa un miliardo di dollari con prodotti basati sul film, di cui 214 milioni solo per i giocattoli de Il re leone durante il Natale 1994.

## Accoglienza

### Incassi
Il re leone incassò 422 783 777 $ in Nord America e una stima di 545 700 000 $ in altri territori per un totale mondiale di 968 483 777 $. A marzo 2020, occupa il cinquantesimo posto nella classifica dei film con maggiori incassi nella storia del cinema,, risultando l'undicesimo film d'animazione con maggiore incasso e il quarto Classico Disney con maggiore incasso (dopo Frozen, Frozen II e Zootropolis).
È anche il film di maggior incasso del 1994 in tutto il mondo. Dopo la sua uscita iniziale, dove guadagnò 768,6 milioni di dollari, si classificò come il secondo maggiore incasso di tutti i tempi in tutto il mondo, alle spalle di Jurassic Park. Mantenne il record per il lungometraggio animato di maggior incasso (in Nord America, al di fuori del Nord America e in tutto il mondo), fino a quando non venne superato dai film animati al computer Alla ricerca di Nemo (2003), Shrek 2 (2004), L'era glaciale 3 - L'alba dei dinosauri (2009), Toy Story 3 - La grande fuga (2010) e Frozen - Il regno di ghiaccio (2013). Durante la sua riedizione in 3D, Il re leone è risalito fino alla terza posizione. È anche il più grande film d'animazione degli ultimi 50 anni in termini di biglietti venduti.

#### Uscita cinematografica originale
Il re leone ebbe una distribuzione limitata in Nord America il 15 giugno 1994, uscendo in soli due cinema, El Capitan Theatre di Los Angeles e il Radio City Music Hall di New York City. Incassò comunque 1 586 753 $ in tutto il week-end del 17-19 giugno, rimanendo al decimo posto della classifica del box office. La media di 793 377 $ per cinema si pone come la più grande mai realizzata durante un fine settimana.
La distribuzione estesa seguì il 24 giugno 1994 in 2.550 cinema. Il re leone incassò 40,9 milioni di dollari - che all'epoca era il quarto più grande incasso in un fine settimana di apertura e la somma più alta per un film Disney - in cima al box office del week-end. Entro la fine della sua uscita iniziale, nella primavera del 1995, aveva guadagnato 312 855 561 $, diventando il secondo maggior incasso del 1994 in Nord America dietro Forrest Gump. Al di fuori del Nord America incassò 455,8 milioni di dollari durante la sua uscita iniziale, per un totale mondiale di 768,6 milioni di dollari.

#### Riedizioni

##### IMAX e large-format
Il film venne riedito il 25 dicembre 2002 per i cinema IMAX e large-format (in Italia nell'agosto 2003). Nel suo primo fine settimana incassò 2,7 milioni di dollari da 66 cinema, una media di 27 664 $ per cinema. Questa uscita si concluse con 15 686 215 $ il 30 maggio 2003.

##### Conversione in 3D
Nel 2011 Il re leone è stato convertito in 3D per una riedizione cinematografica limitata di due settimane e successiva distribuzione in Blu-ray 3D. Il film ha iniziato al primo posto venerdì 16 settembre 2011 con 8,9 milioni di dollari e ha chiuso la settimana con 30,2 milioni di dollari, classificandosi primo al box office. Ciò ha reso Il re leone la prima riedizione a guadagnarsi il primo posto al box office americano del week-end dopo quella di Guerre stellari - Il ritorno dello Jedi nel marzo 1997. Il film ha anche ottenuto il quarto posto tra i fine settimana d'apertura di settembre nella storia. Si è mantenuto molto bene nel suo secondo fine settimana, guadagnando ancora il primo posto al box office con un calo del 27% a 21,9 milioni di dollari. La maggior parte degli osservatori del botteghino si aspettavano che il film cadesse circa al 50% nel suo secondo weekend e credevano inoltre che L'arte di vincere sarebbe stato al primo posto. In Italia la riedizione 3D è uscita l'11 novembre.
Dopo il suo primo successo al botteghino, molti cinema hanno deciso di continuare a proiettare il film per più di due settimane, anche se la sua versione Blu-ray 3D era prevista per due settimane e mezza dopo la sua uscita nelle sale. In Nord America la riedizione 3D ha lasciato le sale il 12 gennaio 2012 con un incasso di 94 242 001 $. Al di fuori del Nord America ha incassato 83,4 milioni di dollari. Il successo della riedizione 3D de Il re leone ha fatto pianificare alla Disney e alla Pixar le riedizioni cinematografiche in 3D di La bella e la bestia, Alla ricerca di Nemo, Monsters & Co. e La sirenetta tra il 2012 e il 2013. Tuttavia, nessuna delle riedizioni dei primi tre film ha ottenuto il grande successo de Il Re Leone 3D e la riedizione de La sirenetta è stata infine annullata. Nel 2012 Ray Subers di Box Office Mojo ha scritto che la ragione per cui la versione 3D de Il re leone ha avuto successo è perché "l'idea di una riedizione 3D era ancora fresca ed emozionante, e Il re leone 3D ha risentito dell'imminente uscita in Blu-ray del film. Il pubblico è stato colpito con tre riedizioni in 3D dall'inizio dell'anno, il che significa che il valore della novità si è decisamente indebolito".

### Critica
Su Rotten Tomatoes, il 93% delle 130 recensioni è positivo, con un punteggio medio di 8,40/10. Il consenso critico del sito web recita: "Emozionante, riccamente disegnato e splendidamente animato, Il re leone si erge nel pantheon Disney dei classici film per famiglie". Si è anche classificato al 56º posto nella loro "Top 100 Film di animazione". Metacritic, che utilizza una media ponderata, ha assegnato al film un punteggio di 88 su 100 basato su 30 critici, indicando "consensi universali".
Il critico cinematografico del Chicago Sun-Times Roger Ebert gli diede 3 stelle e mezza su 4, e definì il film "un lungometraggio animato superbamente disegnato", e nella sua recensione scrisse: "La saga di Simba, che nelle sue origini profondamente sepolte deve qualcosa alla tragedia greca e certamente ad Amleto, è un'esperienza di apprendimento e un intrattenimento". Nel programma televisivo Siskel & Ebert il film venne elogiato, ma ricevette una reazione mista rispetto ai film Disney precedenti. Sia Gene Siskel che Roger Ebert diedero al film un "Pollice in su", ma Siskel disse che non era buono come i film precedenti tipo La bella e la bestia, ed era "un film buono, ma non grande". Hal Hinson del Washington Post lo definì "un impressionante, quasi scoraggiante risultato" e sentiva che il film era "spettacolare in un modo che è quasi diventato un luogo comune con i Classici Disney", ma era meno entusiasta verso la fine della sua recensione dicendo: "Shakespeare nel tono, epico nella portata, sembra più appropriato per gli adulti che per i bambini. A dire la verità, anche per gli adulti è decisamente strano". Owen Gleiberman, critico cinematografico per l'Entertainment Weekly, elogiò il film e scrisse che "ha la risonanza di restare non solo un cartone animato formidabile, ma un film emotivamente pungente".
Il critico cinematografico del Rolling Stone Peter Travers elogiò il film e sentì che era "una miscela estremamente divertente di musica, divertimento e stupefacenti emozioni, sebbene non manchi il cuore". Lo staff di TV Guide scrisse che "il film ha alcune delle più spettacolari animazioni della Disney finora - in particolare nella fuga degli gnu - e forti performance vocali, soprattutto dall'abile comico di Broadway Nathan Lane. Tuttavia, soffre di una trama curiosamente sottosviluppata". James Berardinelli, critico cinematografico per ReelViews, elogiò il film dicendo: "Con ogni nuova uscita animata, la Disney sembra espandere un po' di più i suoi già ampi orizzonti. Il re leone è il più maturo (in più di un senso) di questi film, e c'è stato chiaramente uno sforzo cosciente per compiacere gli adulti quanto i bambini. Fortunatamente, per quelli di noi che generalmente stanno lontani dai 'cartoni', ci sono riusciti".

## Riconoscimenti
- 1995 - Premio Oscar
  - Miglior colonna sonora a Hans Zimmer
  - Miglior canzone (Can You Feel The Love Tonight) a Elton John e Tim Rice
  - Candidatura Miglior canzone (Circle Of Life) a Elton John e Tim Rice
  - Candidatura Miglior canzone (Hakuna Matata) a Elton John e Tim Rice
- 1995 - Golden Globe
  - Miglior film commedia o musicale
  - Miglior colonna sonora a Hans Zimmer
  - Miglior canzone (Can You Feel The Love Tonight)
  - Candidatura Miglior canzone (Circle Of Life) a Elton John e Tim Rice
- 1995 - Premio BAFTA
  - Candidatura Miglior sonoro a Terry Porter (Sonorista), Mel Metcalfe, David Hudson e Doc Kane
  - Candidatura Miglior colonna sonora a Hans Zimmer
- 1994 - Chicago Film Critics Association Awards
  - Miglior colonna sonora originale a Hans Zimmer
- 1995 - Grammy Award
  - Miglior album per bambini a Mark Mancina, Chris Thomas, Hans Zimmer e Jay Rifkin
  - Miglior interpretazione vocale maschile pop (Can You Feel The Love Tonight) a Elton John
  - Miglior accompagnamento vocale a Hans Zimmer, Lebo M. e Carmen Twillie
  - Candidatura Miglior composizione strumentale a Hans Zimmer
  - Candidatura Miglior canzone (Can You Feel The Love Tonight?) a Elton John e Tim Rice
  - Candidatura Miglior canzone (Circle Of Life) a Elton John e Tim Rice
- 1995 - Kansas City Film Critics Circle Award
  - Miglior film d'animazione
- 1995 - MTV Movie Award
  - Candidatura Miglior canzone (Can You Feel The Love Tonight) a Elton John
  - Candidatura Miglior cattivo a Jeremy Irons
- 1995 - Saturn Award
  - Candidatura Miglior film fantasy
  - Candidatura Miglior attore emergente a Jonathan Taylor Thomas
- 1994 - Los Angeles Film Critics Association Award
  - Miglior film d'animazione a Roger Allers e Ron Minkoff
- 1995 - Golden Reel Award
  - Miglior montaggio sonoro in un lungometraggio
  - Miglior montaggio sonoro (Effetti sonori)
- 1994 - National Board of Review Award
  - Miglior film per la famiglia
- 1994 - Annie Award
  - Miglior film d'animazione
  - Miglior recitazione a Jeremy Irons (Scar)
  - Miglior storyboarding a Brenda Chapman
  - Nomination Miglior artistic excellence a Andy Gaskill, Mark Henn e Scott F. Johnston
- 1995 - BMI Film & TV Award
  - Miglior colonna sonora a Hans Zimmer
  - Miglior canzone (Can You Feel The Love Tonight) a Elton John e Tim Rice
- 1995 - Artios Award
  - Miglior casting per un film d'animazione a Brian Chavanne
- 1994 - Dallas-Fort Worth Film Critics Association Awards
  - Miglior film d'animazione
  - Candidatura Miglior film
- 1995 - Nickelodeon Kids' Choice Awards
  - Miglior film
- 1995 - PGA Award
  - Candidatura Miglior produttore a Don Hahn
- 1995 - Young Artist Awards
  - Miglior film commedia o musicale per la famiglia
  - Miglior giovane attore a Jason Weaver
  - Miglior giovane attrice a Laura Williams
  - Candidatura Miglior giovane attore a Jonathan Taylor Thomas
- 1994 - Awards Circuit Community Awards
  - Miglior sonoro
  - Miglior colonna sonora a Hans Zimmer
  - Candidatura Miglior film a Don Hahn
  - Candidatura Miglior regia a Roger Allers e Rob Minkoff
  - Candidatura Miglior attore non protagonista a Jeremy Irons
  - Candidatura Miglior sceneggiatura originale a Irene Mecchi, Johnathan Roberts e Linda Woolverton
- 1995 - Cinema Audio Society
  - Candidatura Miglior sonoro a Terry Porter, Mel Metcalfe, David J. Hudson e Doc Kane
- 1995 - Golden Screen
  - Golden Screen con 2 stelle
- 1994 - Golden Screen
  - Golden Screen
  - Golden Screen con 1 stella
- 2011 - IGN Summer Movie Awards
  - Nomination Miglior film 3D
  - Nomination Miglior film blu-ray
- 2014 - International Film Music Critics Award
  - Nomination Miglior registrazioni o realizzazioni riprese
- 2015 - Online Film & Television Association
  - Miglior film

## Casi mediatici
Alcuni elementi del film vennero considerati somiglianti a una famosa serie TV anime degli anni sessanta, Kimba, il leone bianco, con personaggi aventi analogie, e varie scene individuali che sono quasi identiche per composizione e inquadratura. Matthew Broderick credeva inizialmente di stare in realtà lavorando a un remake di Kimba, dal momento che aveva familiarità con l'originale giapponese. La posizione ufficiale della Disney è che le somiglianze sono tutte coincidenze. Yoshihiro Shimizu, della Tezuka Productions, che creò Kimba, il leone bianco, smentì le voci che allo studio era stato pagato il prezzo del silenzio dalla Disney, ma spiegò che aveva rifiutato i solleciti all'interno del settore di citarli in giudizio perché "siamo una piccola, debole società. Non ne sarebbe valsa la pena comunque... gli avvocati della Disney sono tra i primi venti del mondo!" In un'intervista del 2014 Roger Allers, uno dei registi del film, dichiarò che per tutto il tempo in cui lavorò al film il nome di Kimba non venne mai menzionato: «Se fossi stato ispirato da Kimba l'avrei affermato pubblicato come fonte».
Furono sollevate delle proteste contro una scena in cui sembra che la parola "SEX" ("sesso") potrebbe essere stata incorporata nella polvere che vola in cielo quando Simba si sdraia pesantemente, che l'attivista conservatore Donald Wildmon affermò essere un messaggio subliminale destinato a promuovere la promiscuità sessuale. Gli animatori del film dichiararono che le lettere significano "SFX" (una comune abbreviazione di "effetti speciali"), venne intesa come un'innocente "firma", creata dal team di animazione degli effetti.
I biologi delle iene protestarono contro la rappresentazione dell'animale: un ricercatore citò in giudizio gli studi Disney per diffamazione, e un altro - che aveva organizzato la visita degli animatori presso la Field Station per la ricerca comportamentale dell'Università della California, dove avrebbero osservato e disegnato iene in cattività - considerò il boicottaggio de Il re leone come un modo per aiutare a preservare le iene in natura.

## Altri media

### Televisione
- Tra il 1995 e il 1999 i personaggi di Timon e Pumbaa ricevettero una loro omonima serie animata televisiva, spin-off del film, che durò per tre stagioni e 85 episodi per un totale di 168 puntate. Ernie Sabella continuò a doppiare Pumbaa, mentre Timon venne doppiato da Quinton Flynn e Kevin Schon oltre che dallo stesso Nathan Lane.
- Nel novembre 2015 è uscito un film TV dal titolo Il ritorno del ruggito della durata di 60 minuti che apre le porte ad una seconda serie televisiva dal titolo The Lion Guard. La serie (così come il film) è in onda su Disney Junior dal gennaio 2016 e ha come protagonista Kion, il secondo figlio di Simba e Nala.

### Videogiochi
Insieme all'uscita cinematografica, tre differenti videogiochi basati su Il re leone vennero pubblicati da Virgin Interactive nel dicembre 1994. Il titolo principale venne sviluppato da Westwood Studios, e pubblicato per computer PC e Amiga e le console SNES e Sega Mega Drive. Dark Technologies creò la versione per Game Boy, mentre Syrox Developments gestì la versione per Sega Master System e Game Gear.
Un altro adattamento della Torus Games, Il re leone: La grande avventura di Simba, che racconta la storia dei primi due film della trilogia, venne pubblicato nel 2000 per Game Boy Color e PlayStation. Timon e Pumbaa apparvero anche in Timon & Pumbaa: Giochi nella giungla, un gioco per PC del 1995 (una raccolta di rompicapo) della 7th level, in seguito portato su SNES dalla Tiertex Design Studios.
Simba è un'invocazione ricorrente nella serie Kingdom Hearts della Square Enix, e Kingdom Hearts II dispone di un mondo giocabile de Il re leone conosciuto come Le Terre del Branco, con una trama vagamente legata alla seconda parte del film originale. Tutti i personaggi principali ad eccezione di Zazu e Sarabi appaiono. Simba si trova anche nel titolo per Nintendo DS Disney Friends.

### Musical
Un omonimo adattamento in musical iniziò in anteprima a Minneapolis nel luglio del 1997, e debuttò a Broadway nell'ottobre 1997 al New Amsterdam Theatre. Vinse sei Tony Awards tra cui quello al miglior musical. Lo spettacolo si trasferì al Minskoff Theatre nel 2006 e ad oggi è ancora in esecuzione. Ora è il settimo spettacolo più longevo di Broadway nella storia. Il successo finanziario dello show portò ad altre produzioni in Nord America e in tutto il mondo.
Una rivista musicale live-action di 30 minuti sul film, "Festival of the Lion King", venne inaugurata nell'aprile 1998 nel parco Disney's Animal Kingdom al Walt Disney World di Orlando, in Florida, e nel settembre 2005 nell'Adventureland a Hong Kong Disneyland. È dotato di pupazzi animatronici di Simba e Pumbaa e un attore in costume da Timon, così come altri attori dal vivo. Non segue la trama del film, ma incorpora i numeri musicali nella partecipazione del pubblico e numeri di ginnastica.

## Sequel
Nel 1998, un sequel dal titolo Il re leone II - Il regno di Simba venne pubblicato in VHS. Il film è incentrato sulla figlia di Simba, Kiara, che si innamora di Kovu, un leone maschio che è stato cresciuto in un branco dei seguaci di Scar, i Rinnegati.

## Prequel/Midquel/Spin-off
Il 2004 vide l'uscita di un prequel/midquel/spin-off direct-to-video del film, Il re leone 3 - Hakuna Matata. Nel film Timon e Pumbaa stanno guardando Il re leone in un cinema, quando decidono di raccontare il loro incontro e ciò che hanno fatto durante gli eventi del film originale.

## Remake in animazione fotorealistica
Nel settembre 2016 viene annunciato che il film avrà un remake in animazione digitale fotorealistica che simulerà il live action, con l'omonimo titolo, diretto dal regista Jon Favreau uscito il 19 luglio 2019. La sceneggiatura è stata affidata a Jeff Nathanson, mentre l'inizio della produzione è stato fissato per maggio 2017.